# René Araou
Pas d'image ? Cliquez ici

a Compétitions nationales et continentales officielles uniquement.

b Matchs officiels uniquement.
René Araou, né le 18 octobre 1902 à Narbonne et mort dans la même ville le 8 janvier 1955,  est un joueur international français de rugby à XV.

## Biographie
René Araou jouait au poste de pilier au Racing club narbonnais et fut sélectionné avec le XV de France.
Lors des Jeux olympiques de 1924, à Paris, il participe au tournoi de rugby à XV, disputé par trois équipes, la Roumanie, les États-Unis et la France. Il est le plus jeune des participants de ce tournoi. Les États-Unis remportent la médaille d'or devant la France.
Il disputa deux finales du championnat de France de rugby avec le Racing club narbonnais face au Lyon OU, en 1932 puis en 1933, toutes deux perdues (3-9 puis 3-10). Son frère Georges Araou jouait également au rugby.
Par la suite, ce garagiste eut la douleur de perdre son fils de 8 ans d'une maladie, ce qui le poussa à mettre un terme à sa carrière sportive.

## Palmarès
- Premier joueur narbonnais sélectionné en équipe de France
- Vice-champion olympique 1924
- Finaliste du championnat de France de rugby 1932  et 1933